# Riñones (Gericht)

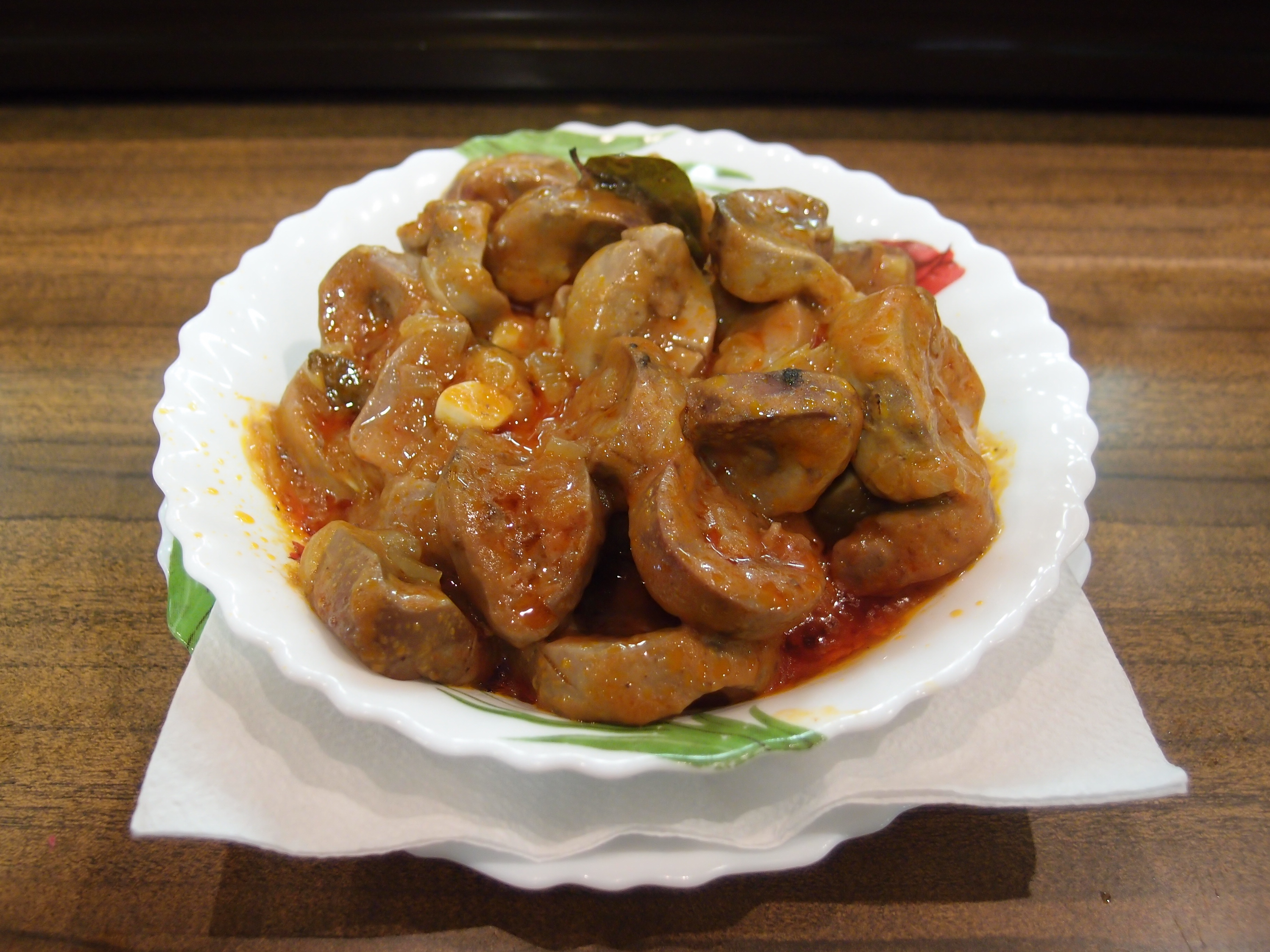
Riñones en salsa

Riñones (Nierchen) sind ein traditionelles spanisches Fleischgericht, das in seiner Grundform aus in dünne Scheiben geschnittenen Schweine- oder Kalbsnieren, Zwiebeln, gehacktem Knoblauch, Lorbeerblatt, trockenem Weißwein oder Sherry (Fino), Olivenöl, Salz und Pfeffer besteht.
In ganz Spanien – insbesondere in Andalusien – gibt es eine große Vielzahl regional sehr unterschiedlicher Riñones-Rezepte.
Riñones werden häufig auch als Tapa in einer traditionellen Tonschale mit Baguettescheiben heiß serviert.